# Pikkelyes hüllők
A pikkelyes hüllők (Squamata) a hüllők (Reptilia) osztályába tartozó rend.
Közös jellemzőjük, hogy testüket pikkelyek, fejüket és hasoldalukat pedig pajzsok fedik. A felső szájpad viszont olyan szerkezetű, hogy az orrlyukak a szájüreg legelején nyílnak.
Megközelítőleg 7600 faj tartozik a rendhez.

## Rendszerezés
A rendbe az alábbi alrendek, alrendágak és családok tartoznak:

### Gyíkok
A gyíkok (Sauria vagy Lacertilia) alrendjébe 5 alrendág (kisrend, parvordo) tartozik
- Leguánalakúak (Iguania) – az alrendágba 10 család tartozik

1. Agámafélék (Agamidae)
2. Kaméleonfélék (Chamaeleonidae)
3. Leguánfélék (Iguanidae)
4. Corytophanidae
5. Crotaphytidae
6. Hoplocercidae
7. Opluridae
8. Békagyíkfélék (Phrynosomatidae)
9. Polychrotidae
10. Tropiduridae

- Gekkóalakúak (Gekkota) – az alrendágba 3 család tartozik 
  - gekkófélék (Gekkonidae)
  - lábatlangekkó-félék (Pygopodidae)
  - Kettősujjú gekkók (Diplodactylinae)
  - Szemhéjas gekkók (Eublepharinae)
  - Carphodactylidae
  - Phyllodactylidae
  - Sphaerodactylidae

- Vakondgyíkalakúak (Scincomorpha) – az alrendágba 7 család tartozik
  - Tobzosfarkúgyík-félék (Cordylidae)
  - Páncélosgyíkfélék (Gerrhosauridae)
  - Nyakörvösgyíkfélék (Lacertidae)
  - Vakondgyíkfélék (Scincidae)
  - Tejufélék (Teiidae)
  - Gymnophthalmidae
  - Éjjeligyíkfélék (Xantusiidae)

- Lábatlangyík-alakúak (Diploglossa) vagy (Anguimorpha) – az alrendágba 3 család tartozik
  - Lábatlangyíkfélék (Anguidae)
  - Amerikai lábatlangyíkfélék (Anniellidae)
  - Bütykösgyíkfélék (Xenosauridae)

- Varánuszalakúak (Varanoidea vagy Platynota) alrendágba 3 család tartozik
  - Varánuszfélék (Varanidae)
  - Süketgyíkfélék (Lanthanotidae)
  - Mérgesgyíkfélék vagy viperagyíkfélék (Helodermatidae)

### Ásógyíkalakúak
Az ásógyíkalakúak (Amphisbaenia) alrendbe az alábbi családok tartoznak:
- Ásógyíkfélék (Amphisbaenidae) (Gray, 1865)
- Bipedidae (Taylor, 1951)
- Rhineuridae (Vanzolini, 1951) – kihalt
- Atlaszi ásógyíkfélék (Trogonophidae) (Gray, 1865)

### Kígyók
A kígyók (Serpentes vagy Ophidia) alrendjébe 2 alrendág és 18 család tartozik 
- Alethinophidia alrendág (Nopcsa, 1923) 15 család
  - Booidea vagy Henophidia öregcsalád 
    - Csavarodósikló-félék (Aniliidae) Stejneger, 1907 pl. Kétfejű csavarodósikló (Anilius scytale)
    - Törpehengereskígyó-félék (Anomochilidae) Cundall, Wallach and Rossman, 1993
    - Óriáskígyófélék (Boidae) Gray, 1825
    - Pitonfélék (Pythonidae)
    - Mauritiuszi boafélék (Bolyeriidae) Hoffstetter, 1946
    - Hengereskígyó-félék (Cylindrophiidae) Fitzinger, 1843
    - Loxocemidae Cope, 1861 pl. Loxocemus bicolor
    - Földiboafélék (Tropidophiidae) Brongersma, 1951
    - Pajzsosfarkú kígyófélék (Uropeltidae) Müller, 1832
    - Földikígyófélék (Xenopeltidae) Bonaparte, 1845

  - Colubroidea más néven Caenophidia öregcsalád
    - Szemölcsös kígyófélék (Acrochordidae) Bonaparte, 1831
    - Ásóvipera-félék (Atractaspididae) Günther, 1858
    - Siklófélék (Colubridae) Oppel, 1811
    - Mérgessiklófélék (Elapidae) F. Boie, 1827
    - Viperafélék (Viperidae) Oppel, 1811
- Scolecophidia alrendág
  - Typhlopoidea (vakkígyószerűek) öregcsalád (Cope, 1864) – 3 család
    - †Lapparenthopidae
    - Ősi vakkígyófélék (Anomalepididae) Taylor, 1939
    - Karcsú vakkígyók vagy fonálkígyók (Leptotyphlopidae) Stejneger, 1892
    - Vakkígyófélék (Typhlopidae) Merrem, 1820
      - A vakkígyószerűekhez sorolják néha a pajzsosfarkú kígyófélék (Uropeltidae) családot

## Filogenetikus családfa
```
Pikkelyes hüllők
 
(Squamata)

 ├─
Leguánalakúak
 
(Iguania)

 │  ├─
Leguánfélék
 
(Iguanidae)

 │  └─
Acrodonta
 
 │     ├─
Kaméleonfélék
 
(Chamaeleonidae)

 │     └─
Agámafélék
 
(Agamidae)

 └─
Scleroglossa

    ├─
Gekkóalakúak
 
(Gekkota)

    │  ├─
Gekkófélék
 
(Gekkonidae)

    │  └─
Lábatlangekkó-félék
 
(Pygopodidae)

    │  ?──
Dibamidae

    │  ?──
Ásógyíkalakúak
 
(Amphisbaenia)

    │  ?──
Kígyók
 
(Serpentes)

    └─
Autarchoglossa

       ├─
Vakondgyíkalakúak
 (Scincomorpha)
       │  ├─
Lacertoidea

       │  │ ├─
Xantusiidae

       │  │ └─
Lacertiformes

       │  │    ├─
Nyakörvösgyík-félék
 (Lacertidae)
       │  │    └─
Teiioidea

       │  │        ├─
Tejufélék
 
(Teiidae)

       │  │        └─
Gymnophthalmidae

       │  └─
Scincoidea

       │     ├─
Vakondgyíkfélék
 (Scincidae)
       │     └─
Cordyliformes

       │        ├─
Tobzosfarkúgyík-félék
  
(Cordylidae)

       │        └─
Páncélosgyíkfélék
 
(Gerrhosauridae)

       └─
Lábatlangyík-alakúak
  
(Anguimorpha)

          ├─
Lábatlangyíkfélék
 
(Anguidae)

          ├─
Bütykösgyíkfélék
 
(Xenosauridae)

          └─
Varánuszalakúak
  
(Varanoidea)

             ├─
Varánuszfélék
 
(Varanidae)

             └─
Mérgesgyíkfélék
 
(Helodermatidae)
```